# Crematogaster weberi
Crematogaster weberi är en myrart som beskrevs av Carlo Emery 1911. Crematogaster weberi ingår i släktet Crematogaster och familjen myror. Inga underarter finns listade i Catalogue of Life.